# El Fin del Mundo (Sonora)
Fin del Mundo es un yacimiento arqueológico y paleontológico en el municipio de Pitiquito, en el Desierto de Sonora en el noroeste de México, descubierto el 5 de febrero de 2007, en un área de terrenos erosionados con sedimentos suaves, y vestigios de 13,390 años de antigüedad. El nombre, fue dispuesto por la arqueóloga para desalentar el saqueo y lo inhóspito y lejano del lugar.
El sitio fue un campamento de una etnia desconocida a la fecha, quizás de la Cultura Clovis, o de la Cultura Trincheras, que se utilizó como de destazamiento de la mega-fauna existente en ese tiempo; a la vez es un yacimiento de cristal de cuarzo para hacer puntas de proyectil y otros artefactos. Un proyecto se realizó bajo la dirección de la arqueóloga Guadalupe Sánchez Miranda con participación del INAH, y la Universidad de Arizona con John Carpenter, y fondos de Argonaut Archaeological Research Fund.

## Los estudios
Los estudios de la zona han comprendido: contextos arqueológicos, geo-cronología, perfiles estratigráfícos, paleontología, análisis lítico, estudios ambientales (diatomeas, polen y gasterópodos).
Algunas conclusiones han sido: El sitio está compuesto por siete localidades geológicas y arqueológicas; las más importantes son la 1, representada por la isla con fósiles y artefactos asociados, y la 5, compuesta por varios campamentos Clovis. El sitio “Fin del Mundo” es valioso por los datos que aporta para la reconstrucción del medio ambiente antiguo, ya que contiene depósitos que abarcan aproximadamente 24 000 años. Los vestigios corresponden al período Pleistoceno terminal alrededor de 10,000 años a. C.

## Hallazgos y vestigios
Los vestigios han sido:
- Huesos de 2 gonfoterios, encontrados en depósitos a manera de isla se conservaron en un paisaje erosionado. Los depósitos miden de 2 a 20 metros de ancho, por 60 de largo con estratos expuestos en tres de sus lados.
- Huesos de humanos
- Puntas tipo Clovis. Una punta Clovis completa de sílex blanco. Algunas piezas son bifaciales, grandes de riolita lasqueado. Otro bifacial de cristal de cuarzo.
- Fragmentos de carbón.
- Tajador de calcedonia
- Se realizaron 50 excavaciones de 1m x 1m x 1.6 m de depósitos hasta el estrato 4, de una ciénaga que se formó a principios del Holoceno caracterizada por un alto contenido de diatomeas fechadas por radiocarbono entre 9800-7500 años a. C..[4]

Poco más de 15 lugares son los encontrados en Norteamérica. Unas 120 puntas Clovis hay localizadas en Sonora, algunas de ellas en el Museo Regional de Sonora en Hermosillo, y otras 20 distribuidas en Baja California, Chihuahua y Oaxaca.

## Consenso post-Clovis y pre-Clovis
Es importante considerar que la fecha de Clovis, es la que por consenso la comunidad científica ha determinado como la civilización más antigua, y que sostiene que América fue poblada después de este tiempo, denominada población tardía. Sin embargo, otro sector de la comunidad científica, ha impulsado, aunque aún sin consenso, por la Población temprana de América, debido a que al menos hay unos 20 sitios dispersos en toda América, los cuales están fechados entre 50,000 y 11,500 años.